# مایکل دی رابرتس
مایکل دی رابرتس (انگلیسی: Michael D. Roberts؛ زادهٔ ۲۵ دسامبر ۱۹۴۷) یک هنرپیشه اهل ایالات متحده آمریکا است. وی از سال ۱۹۷۴ میلادی تاکنون مشغول فعالیت بوده‌است.
از فیلم‌ها یا برنامه‌های تلویزیونی که وی در آن نقش داشته است می‌توان به باره‌تا و مرد بارانی اشاره کرد.